# El Palmarcito, Siltepec
El Palmarcito är en ort i Mexiko.   Den ligger i kommunen Siltepec och delstaten Chiapas, i den sydöstra delen av landet, 900 km sydost om huvudstaden Mexico City. El Palmarcito ligger 2 463 meter över havet och antalet invånare är 531.
Terrängen runt El Palmarcito är bergig åt nordväst, men åt sydost är den kuperad. Runt El Palmarcito är det ganska tätbefolkat, med 83 invånare per kvadratkilometer. Närmaste större samhälle är El Porvenir de Velasco Suárez, 7,2 km söder om El Palmarcito. I omgivningarna runt El Palmarcito växer i huvudsak blandskog.